# Lycorina mirandai
Lycorina mirandai là một loài tò vò trong họ Ichneumonidae.